# Draba fuhaiensis
Draba fuhaiensis är en korsblommig växtart som beskrevs av Z.X. An. Draba fuhaiensis ingår i släktet drabor, och familjen korsblommiga växter. Inga underarter finns listade i Catalogue of Life.